# José María Espejo-Saavedra
José María Espejo-Saavedra Conesa (Madrid, 20 de julho de 1976) é um advogado e político espanhol, vice-presidente segundo da Mesa do Parlamento da Catalunha.

## Biografia
Graduado em Direito pela Universidade Autônoma de Madrid, e mestre em Direito Concursal pelo Colégio de Advogados de Barcelona, além de outros títulos de pós-graduação obtidos pela ESADE. É também especialista em Direito bancário e das novas tecnologias, é advogado em exercício e durante mais de doze anos trabalhou na instituição La Caixa como responsável da equipe de assessoramento jurídico da rede comercial.
Milita pelo partido Cidadãos desde a sua fundação, no ano de 2006. Foi eleito deputado no Parlamento da Catalunha nas X e XI legislatura. Durante esta última, foi um dos dois membros da Mesa do Parlamento, junto a David Pérez Ibáñez, que não foram imputados pela Fiscalía do Tribunal Superior de Justiça da Catalunha pela tramitação do projeto de lei de Referendo sobre a independência da Catalunha em 2017, ao ausentar-se durante a sua votação.
Nas eleições ao Parlamento da Catalunha de 2017, foi eleito deputado pelo partido Cidadãos. Após, foi proposto como candidato do seu partido para a posição de Presidente do Parlamento. No entanto, após as votações internas para a presidência, perdeu para o candidato Roger Torrent (ERC) e acabou, por fim, sendo escolhido como vice-presidente segundo da Mesa.